# Motti Ivanir
Motti Ivanir (Hebreeuws: מוטי איוניר) (Tel Aviv, 18 maart 1964) is een Israëlische ex-voetballer en voetbaltrainer die voornamelijk in Israël actief was en is. Hij speelde van 1986 t/m 1988 27 wedstrijden voor Roda JC en scoorde daarin drie maal.

## Wedstrijden en goals voor Roda JC per seizoen
| Seizoen | Wedstrijden | Goals |
| ------- | ----------- | ----- |
| 1986/87 | 21          | 1     |
| 1987/88 | 6           | 2     |

## Interlands voor Israël per jaar
| Jaar | Basisplaatsen | Invalbeurten | Goals |
| ---- | ------------- | ------------ | ----- |
| 1986 | 1             | 2            | 0     |
| 1987 | 8             | 2            | 1     |
| 1988 | 0             | 1            | 0     |
| 1992 | 4             | 0            | 0     |